# نشانی ناشناخته
نشانی ناشناخته (انگلیسی: Address Unknown) یک فیلم در ژانر درام به کارگردانی ویلیام کمرون مینزیز است که در سال ۱۹۴۴ منتشر شد.

## بازیگران
- پل لوکاس
- چارلز هالتون
- اموری پارنل
- فرانک فیلن
- فرانک رایشر
- کی. تی. استیونز
- مدی کریستیانس
- موریس کارنوفسکی
- پیتر فن ایک